# Iulus multiannulatus
Iulus multiannulatus är en mångfotingart som beskrevs av John McNeill 1887. Iulus multiannulatus ingår i släktet Iulus och familjen kejsardubbelfotingar. Inga underarter finns listade i Catalogue of Life.